# Trichosteleum sarapiquense
Trichosteleum sarapiquense là một loài rêu trong họ Sematophyllaceae. Loài này được H.A. Crum & P.W. Richards mô tả khoa học đầu tiên năm 1984.